# Gallotia intermedia
El lagarto canario moteado, lagarto gigante de Tenerife o de Teno (Gallotia intermedia) es una especie endémica de la isla de Tenerife, en las Islas Canarias (España). En el pasado habitaba en todos los hábitats de la superficie insular pero la actividad humana desde hace 2500 años y la introducción de especies foráneas, especialmente depredadores como los gatos, lo ha llevado al borde de la extinción habitando únicamente en la zona noroccidental de la isla. Por ello su redescubrimiento se realizó en una fecha tan tardía como 1996.

## Características
Miden entre 45 y 75 centímetros, con escamas temporales pequeñas (38-90), 3-5 supratemporales y 14-18 series longitudinales de ventrales. Dorso de color pardo negruzco reticulado con pequeñas manchas amarillas, azul o pardo y garganta de color gris pálido.

## Distribución
Actualmente se conservan dos poblaciones aisladas, una en el Macizo de Teno, situado en la parte noroccidental de la isla, y la otra en la Montaña de Guaza. La población de Teno tiene entre 280 y 461 individuos, mientras que en la de Guaza se desconoce su número.

## Hábitat
Todas las poblaciones conocidas están, en mayor o menor medida, asociadas a los acantilados de gran desarrollo vertical (hasta unos 400 metros de altura), pudiendo habitar a nivel del mar en derrubios procedentes de estos acantilados o enclaves próximos, coexistiendo con el lagarto tizón en algunos casos. El motivo de esta distribución es que suponen zonas de difícil acceso para los gatos, su principal amenaza.

## Amenazas
El más importante de los factores que les amenazan son los gatos los cuales predan sobre algunas poblaciones llegando a ser en ocasiones en alguna de estas localidades la presa más numerosa. Su tamaño corporal, más rentable energéticamente como presa frente a la menor talla del lagarto tizón, y la mayor edad que precisan para alcanzar la madurez sexual, parecen explicar el declive poblacional en comparación con el lagarto tizón. 
En otras zonas en las que habitan de pequeña extensión y limitados recursos tróficos coexisten con ratas por lo que es muy probable que estas preden sobre puestas y/o juveniles. 
Otra amenaza que tiene relación con las dos anteriores es el aumento de la presencia humana lo que conlleva la proliferación de ratas, gatos y gaviotas patiamarillas así como el aumento de ciertas actividades (pesca, excursionismo, deportes de aventura, etc.) que propician la visita a algunas localidades con lagartos moteados, las cuales habían permanecido al margen de estas
alteraciones hasta hace poco.
Por último destacar que otra posible amenaza es la degeneración que sufre la especie por endogamia debido al pequeño tamaño de algunas subpoblaciones y a la fragmentación de estas.

## Medidas de conservación realizadas
Las actuaciones realizadas para su conservación han sido la financiación de dos asistencias técnicas (Gobierno de Canarias) para conocer su distribución y el tamaño de la población, así como las amenazas que tienen, así como la elaboración de una propuesta de
plan de recuperación. Dentro de estos trabajos, en el verano de 2001 se realizó un control de gatos y ratas en algunas localidades habitadas por la especie.
Se sabe que este lagarto ya existía en la isla desde mucho antes de la llegada del hombre a la isla. Como dan fe los numerosos restos fósiles encontrados en la isla. Los cuales doblaban en tamaño a muchas especies actuales. El Museo de la Naturaleza y el Hombre (Santa Cruz de Tenerife) expone en sus vitrinas algunos restos fósiles y disecados de estos animales "pre-guanches".